# ISO 3166-2:MF
Artículo principal: ISO 3166-2
ISO 3166-2:MF es el código para San Martín en ISO 3166-2, parte del patrón de normalización ISO 3166 publicado por la Organización Internacional de Normalización (ISO), que define los códigos para los nombres de las principales subdivisiones (regiones, provincias, etc) de todos los países codificados en ISO 3166-1.
En la actualidad, no no hay códigos ISO 3166-2 definidos en la entrada para San Martín.
San Martín, un territorio de ultramar de Francia, tiene oficialmente asignado el código MF en ISO 3166-1 alfa-2 desde 2007, tras separarse de Guadalupe. Además, tiene también asignado el código FR-MF en ISO 3166-2 bajo la entrada para Francia.

## Cambios
Los siguientes cambios de entradas han sido anunciados en los boletines de noticias emitidos por el ISO 3166/MA desde la primera publicación del ISO 3166-2 en 1998, cesando esta actividad informativa en 2013.
| Informe     | Fecha de emisión | Descripción del cambio reportado                                    |
| ----------- | ---------------- | ------------------------------------------------------------------- |
| Boletín I-9 | 2007-11-28       | Se añade una nueva entrada (de acuerdo con ISO 3166-1 Boletín VI-1) |